# Maciej Robakiewicz
Maciej Robakiewicz (ur. 18 czerwca 1959 w Warszawie) – polski aktor teatralny, filmowy i telewizyjny.

## Życiorys
W latach 1978–1981 studiował na wydziale inżynierii lądowej Politechniki Warszawskiej. Już wtedy brał udział w filmach reżyserowanych przez Krzysztofa Zanussiego. W 1983 zadebiutował na scenie Teatru Studyjnego '83 im. Juliana Tuwima w Łodzi (1983–1985). W 1985 ukończył studia na Wydziale Aktorskim PWSFTviT w Łodzi i był angażowany przez sceny warszawskie: Teatr Nowy (1985–1993), Teatr Za Daleki (1988–1990), Scena Prezentacje (1992, 1998) oraz Teatr Polski w Poznaniu (2001). Obecnie aktor teatru Studio Buffo w Warszawie.
Jest rozwiedziony z Adrianną Biedrzyńską i ma z nią córkę Michalinę. Od 30 lipca 2005 jest mężem Agnieszki Robakiewicz (z d. Bober).

## Filmografia
- 1979: Wege in der Nacht (Drogi pośród nocy) jako partyzant
- 1980: Kontrakt jako chłopak Patrycji
- 1981: From a Far Country: Pope John Paul II (wł. Da un paese lontano: Giovanni Paolo II, pol. Z dalekiego kraju) jako aktor w Teatrze Rapsodycznym
- 1984: Rok spokojnego słońca jako jeniec
- 1985: A vendég kockázata (film węgierski) jako autostopowicz
- 1987: Pióro i karabela jako Ksawery Pruszyński (tv, dokument fabularyzowany reż. L. Motylski)
- 1987: Misja specjalna jako aktor-kelner w restauracji
- 1988: Gdzieśkolwiek jest, jeśliś jest... (ang. Wherever You Are) jako Staś Hulanicki
- 1988: Schodami w górę, schodami w dół jako Karol Nitonicki
- 1988: Męskie sprawy jako Maks, bratanek Józefa
- 1989: Lawa jako Piotr Wysocki
- 1989: Ostatni prom jako steward – SB-ek
- 1989: Trybuna romantyków jako Juliusz Słowacki (tv, dokument fabularyzowany reż. J. Sztwiertnia)
- 1990: Eminent Domain (tyt. pol. Prominent lub W matni) jako sekretarz Słowaka
- 1990: Napoleon jako porucznik Afinkow (odc. 5. Moskwa, w serialu tv)
- 1991: Kroll jako Meles
- 1991: Pogranicze w ogniu jako Alex Radisch, inspektor wydziału zaopatrzenia Kriegsmarine, współpracownik polskiego wywiadu (od. 21 serialu)
- 1991: Le Septiéme enfer (Siódme piekło) jako gwałciciel
- 1992: Un' Altra vita (Inne życie) jako Lev
- 1992–1998: Przygody Animków jako Królik Kinio (polski dubbing)
- 1997: Cudze szczęście jako Paweł Kowalski
- 2002–2003: Plebania jako ksiądz dziekan
- 2001–2002: Marzenia do spełnienia jako wydawca książki Mirskiego
- 2002: Sfora jako „Blondyn”, członek Rady Nadzorczej Globo Banku
- 2005–2007: Pierwsza miłość jako komisarz Jerzy Tarski
- 2006: Kochaj mnie, kochaj! jako dyrektor finansowy
- 2006: Kryminalni jako Jacek Woźniak, dyrektor hotelu (odc. 55 i 56)
- 2007–2008: Glina jako nadkomisarz Tomasz Antczak (odc. 15-17)
- 2008: Paolo VI jako Karol Wojtyła
- 2009, 2011: Czas honoru jako szmalcownik Saniek (odc. 14 i 40)
- 2002–2010: Samo życie jako doktor Nowakowski oraz jako Marcin Ziemkiewicz – Marta
- 2011: Układ warszawski jako Julian Kramer (odc. 2)
- 2011: Usta usta jako Paweł Zabłocki (odc. 29)
- 2012: Hotel 52 jako klient
- 2013: Ojciec Mateusz jako Krzysztof (odc. 117)
- 2013: Na krawędzi jako Marek Leszczyński „Kulawy”,syn Mirosława (odc. 11-13)
- 2013–2014: Prawo Agaty jako sędzia
- 2014: Sama słodycz jako mecenas Kwadryga (odc. 10 i 11)
- 2014: Obce ciało jako ksiądz
- 2014: Miasto 44 jako pułkownik AK
- 2014: Kamienie na szaniec jako ojciec Janka Błońskiego
- 2014: Przyjaciółki jako mąż klientki (odc. 45)
- 2014: Komisarz Alex jako Wojciech Kościelniak, profesor ASP (odc. 75)
- 2016: Bodo jako prokuratur (odc. 9)
- 2019: Odwróceni. Ojcowie i córki jako redaktor naczelny